# Orquesta de la Residencia de la Haya

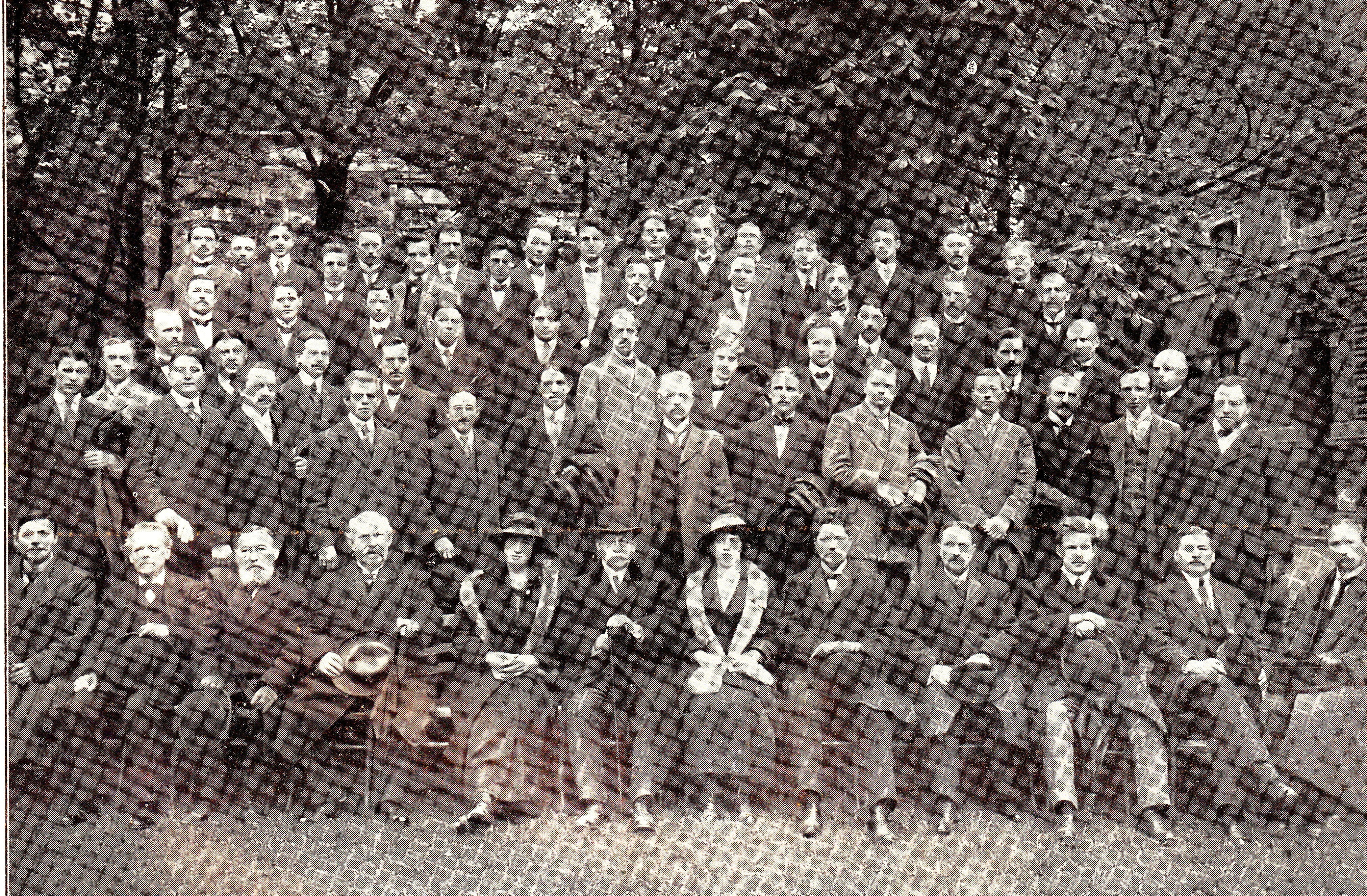
La Residentieorkest en 1914

La Het Residentie Orkest  (Orquesta de la Residencia), también conocido como The Hague Philharmonic, fundada en 1904, es una orquesta con sede en La Haya, Países Bajos. Compositores destacados como Richard Strauss, Igor Stravinsky, Max Reger, Maurice Ravel y Paul Hindemith han dirigidos algunas de sus obras con la orquesta.

## Trayectoria

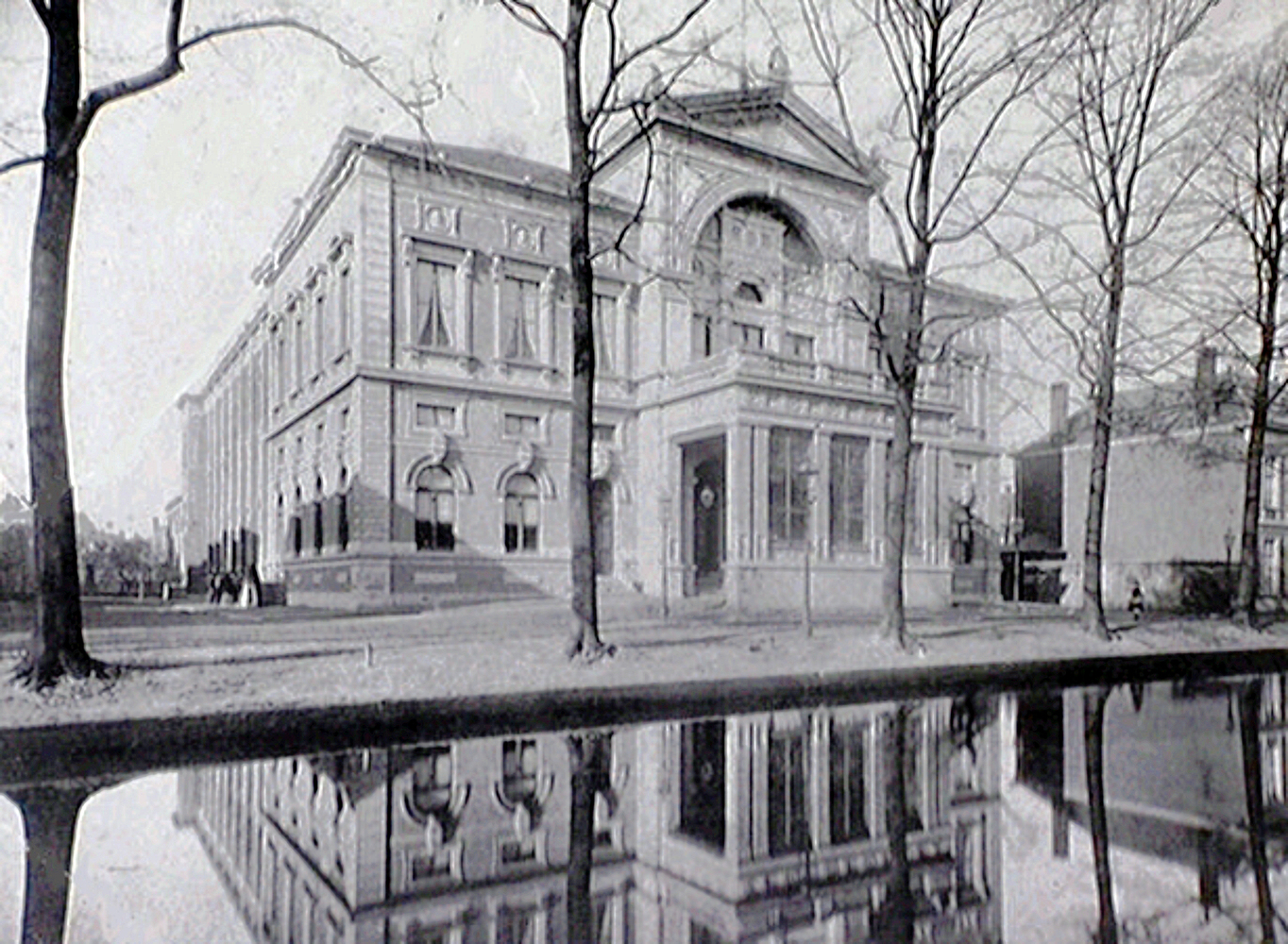
El auditorio K&W construido en 1880

Henri Viotta fundó la orquesta en 1904. Su primer hogar fue el Gebouw voor Kunsten en Wetenschappen. La orquesta participó en el Festival Richard Strauss de 1911, en el que el propio compositor dirigió algunas de sus obras. La orquesta pronto atrajo a otros compositores como Igor Stravinsky, Max Reger, Maurice Ravel y Paul Hindemith.

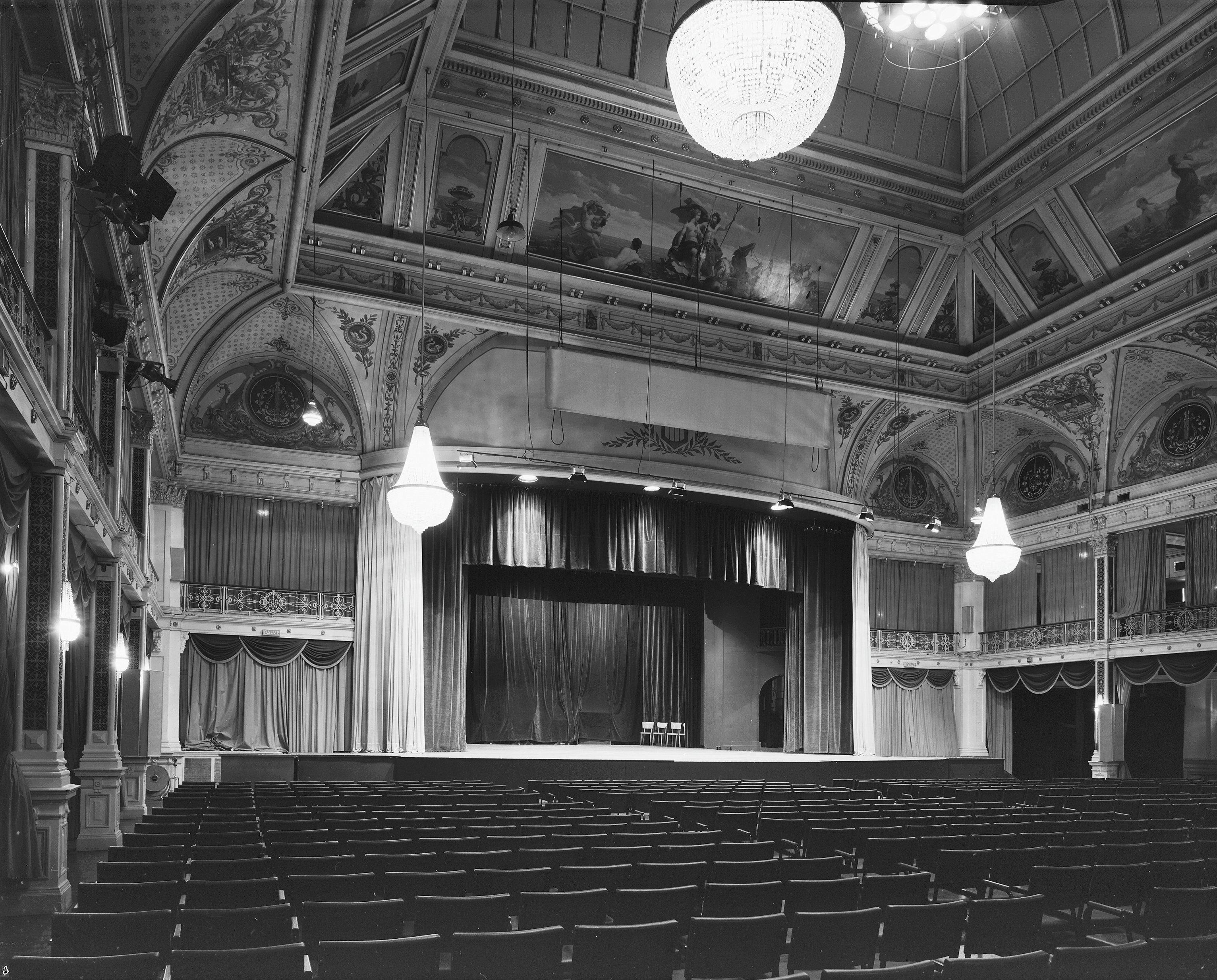
Interior del Kurzaal - Scheveningen

En 1915, la Orquesta se hizo cargo de las actuaciones de verano de los Conciertos del Kurzaal en Scheveningen de la Orquesta Lamoureux. El segundo director titular de la orquesta fue el compositor y director Peter van Anrooy, desde 1917 hasta su dimisión en 1935. Frits Schuurman se convirtió en el siguiente director principal, ocupando el cargo durante la Segunda Guerra Mundial. Después de la guerra, Willem van Otterloo dirigió la orquesta como director principal de 1949 a 1973.
Después de que su auditorio K&W  fuera destruido en un incendio en 1964, la orquesta tocó en varios lugares de la ciudad sin una sede permanente. Una campaña de recaudación de fondos, que incluyó el lanzamiento de varias grabaciones conocidas como grabaciones "bouw-mee" ("construir a largo plazo"), culminó con la construcción de una nueva sala para la orquesta, la Dr. Anton Philipszaal, que lleva el nombre de Anton Frederik Philips, cofundador de Philips Electronics. La orquesta se instaló en la Dr. Anton Philipszaal en septiembre de 1987, en una ceremonia en la que se inauguró formalmente la sala en presencia de la Reina Beatriz. De 2015 a 2021, la orquesta dio conciertos en el Zuiderstrandtheater de Scheveningen.

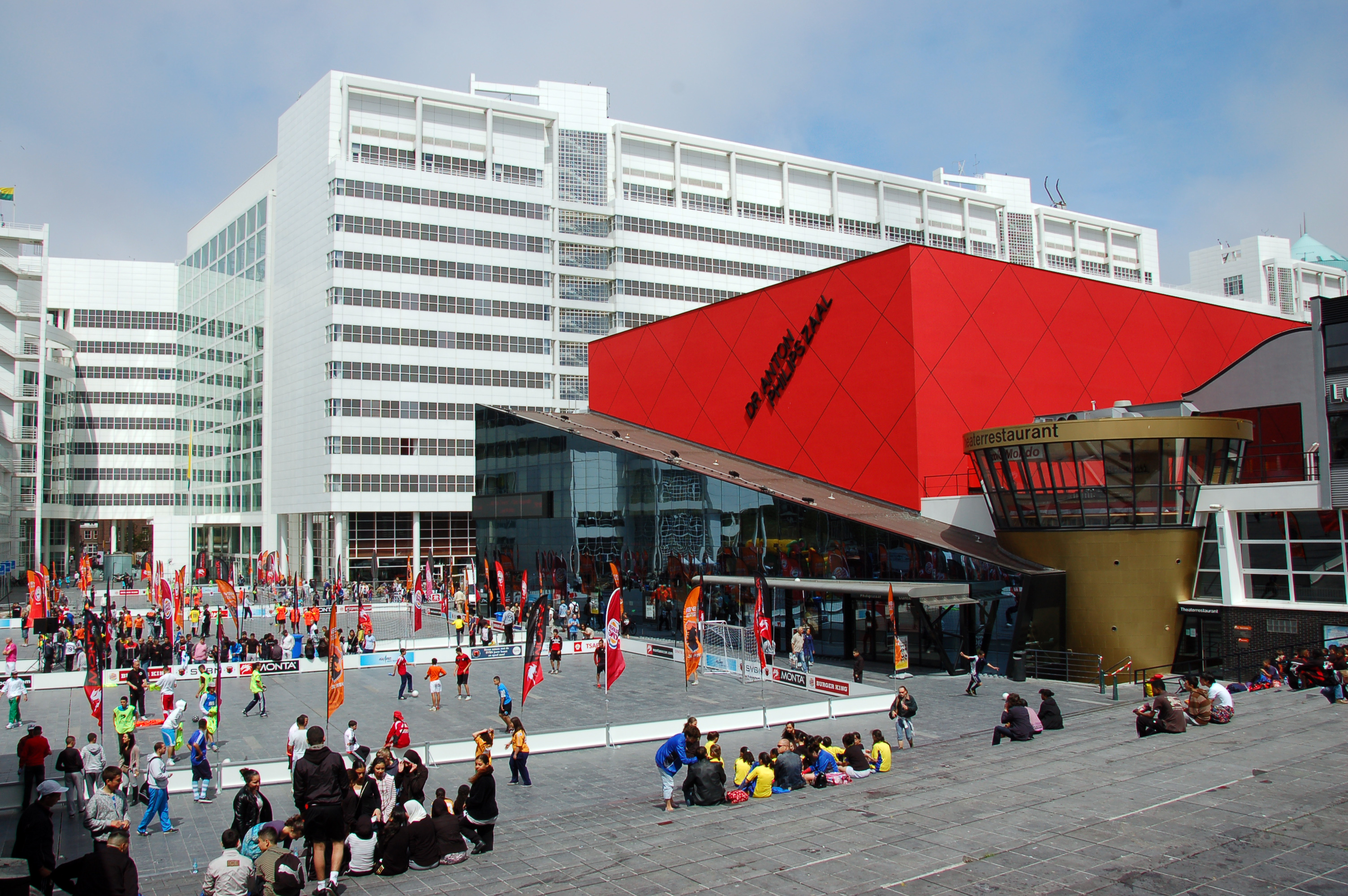
De 1987 a 2015 la Residentie Orkest ofreció sus conciertos en el Auditorio Dr. Antón Philips

Sucediendo a Van Otterloo como directores principales le siguieron Jean Martinon, Ferdinand Leitner, Hans Vonk y Evgeny Svetlanov. Jaap van Zweden, director titular de 2000 a 2005, que después fue galardonado con el título de director invitado honorario de la orquesta. Neeme Järvi fue director titular de 2005 a 2012 y posteriormente ostentó el título de director titular emérito. En abril de 2013, la orquesta nombró a Richard Egarr como su principal director invitado por un período inicial de 3 años. En marzo de 2014, la orquesta anunció la eliminación del cargo de director titular y la formación de una nueva jerarquía de directores. Paralelamente, la orquesta anunció el nombramiento de Jan Willem de Vriend para el puesto de vaste dirigent (director principal), a partir del 1 de agosto de 2015, por aproximadamente 6 semanas por temporada con un contrato inicial de 4 años. En junio de 2015, la orquesta anunció el nombramiento de Nicholas Collon como codirector principal, a partir del 1 de agosto de 2016, por un período mínimo de 3 años, con 6 semanas de apariciones por temporada. En junio de 2017, la orquesta anunció el nombramiento de Collon como su único director titular y asesor artístico, a partir del 1 de agosto de 2018, con un mínimo de 8 semanas de apariciones por temporada. Paralelamente, de Vriend continuará su relación formal con la orquesta durante el verano de 2019. Collon concluyó su dirección principal de la Residentie Orchestra al final de la temporada 2020-2021.

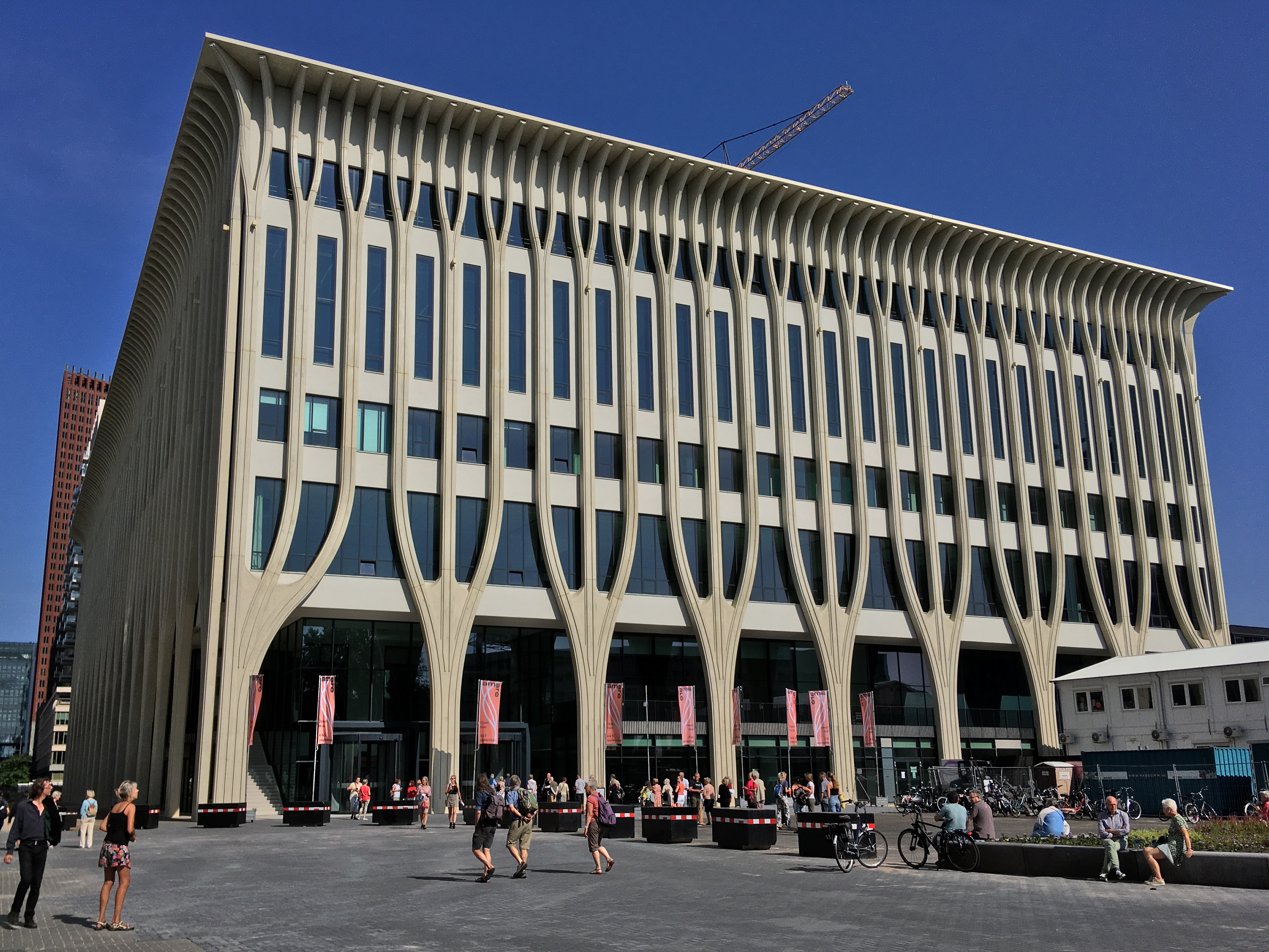
Centro de artes escénicas Amare en La Haya 09-2021

La orquesta ha realizado varias giras importantes que incluyeron ciudades como Nueva York, Boston, Chicago, Viena, Múnich y Berlín. Ha actuado bajo la dirección de directores invitados como Leonard Bernstein, Pierre Boulez, Hans Knappertsbusch, Carl Schuricht, Arturo Toscanini y Bruno Walter. La orquesta ha grabado comercialmente obras de compositores holandeses como Alphons Diepenbrock y Johannes Verhulst. Una selección de grabaciones realizadas durante los años cincuenta en el Concertgebouw de Ámsterdam bajo la batuta de Willem van Otterloo se ha editado en CD en 2007. La orquesta hizo su primera aparición en los Proms en septiembre de 2008.

En octubre de 2012, el Ayuntamiento de La Haya anunció una reducción de la subvención municipal para la orquesta, de 5,1 millones de € a 3,5 millones de €. Posteriormente, la orquesta expresó su preocupación por las consecuencias para la orquesta, como la pérdida de empleos para varios músicos y la disminución de la representación de obras sinfónicas a gran escala en el repertorio de conciertos de la orquesta.

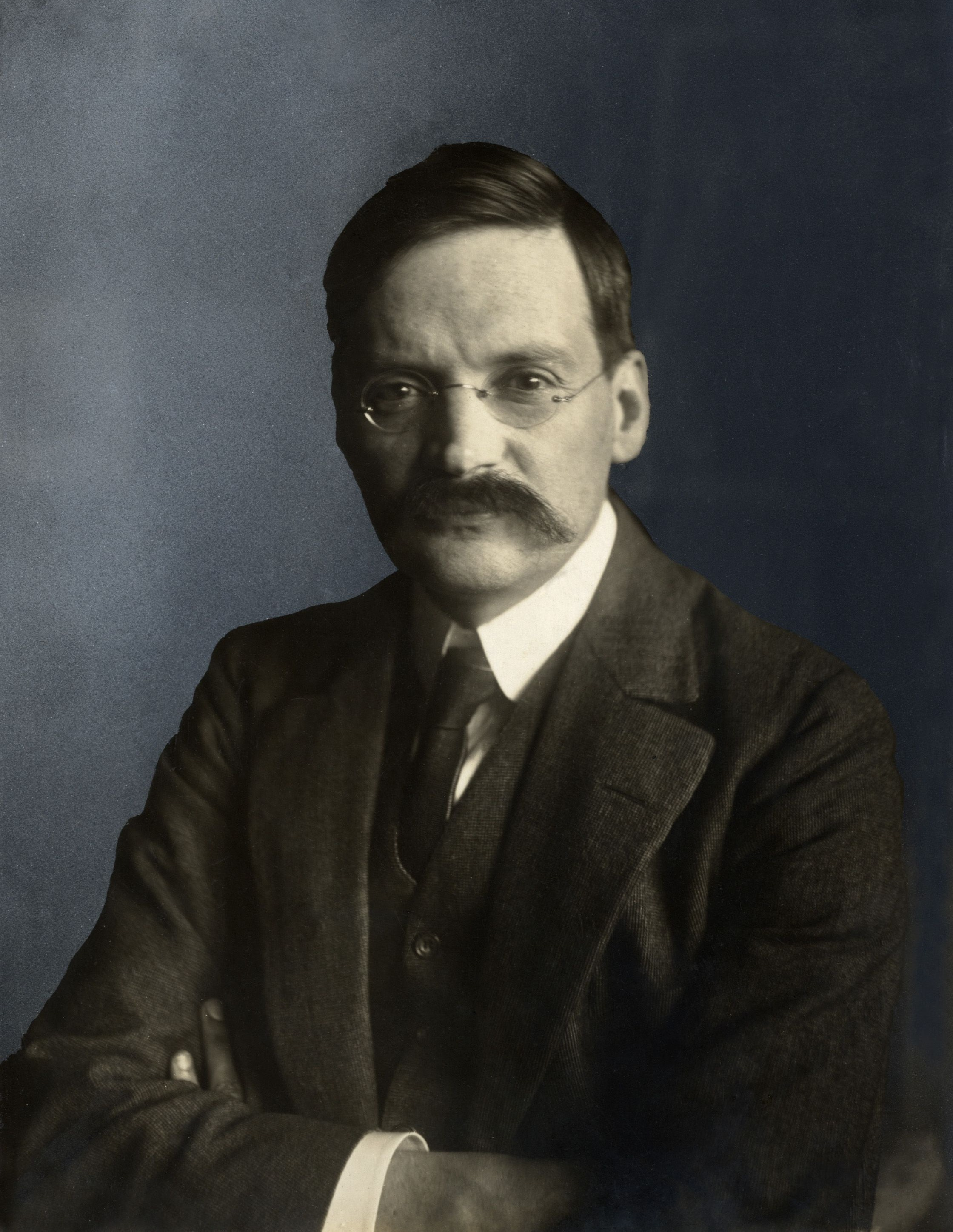
Peter van Anrooy 1917

En noviembre de 2018, Anja Bihlmaier dirigió por primera vez la orquesta como invitada. Con base en esta aparición, en mayo de 2019, la orquesta anunció el nombramiento de Bihlmaier como su siguiente directora titular, a partir de la temporada 2021-2022. Es la primera directora en ser nombrada directora titular de la orquesta y la segunda directora en ser nombrada directora titular de una orquesta holandesa. Paralelamente al nombramiento de Bihlmaier, la orquesta anunció simultáneamente el nombramiento de Jun Märkl como principal director invitado, junto con Richard Egarr. En septiembre de 2021, la orquesta, dirigida por Bihlmaier, realizó su primera actuación en el nuevo centro de artes escénicas Amare en La Haya, el nuevo lugar de actuación de la orquesta.

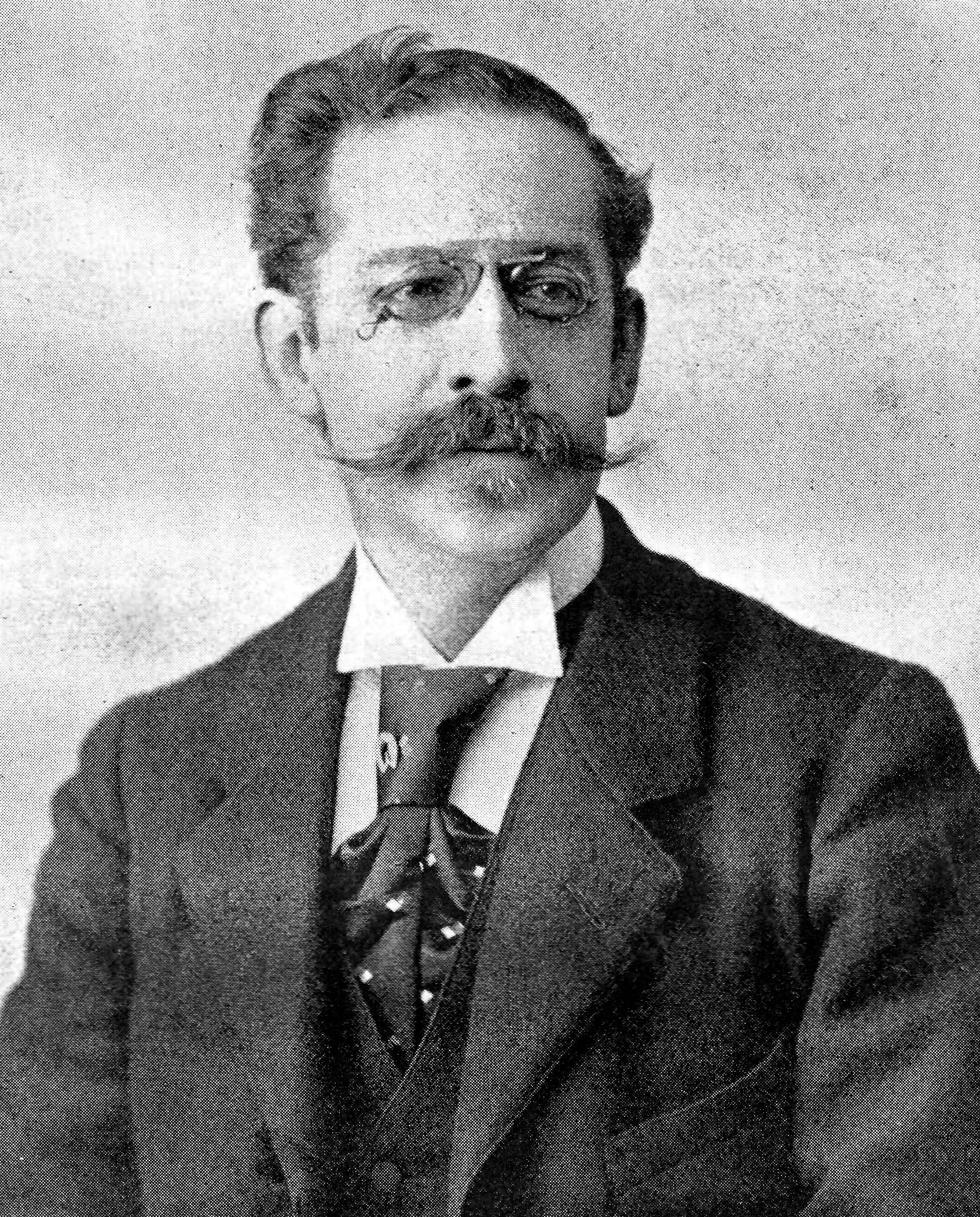
Henri Viotta

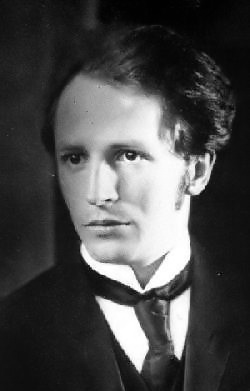
Carl Schuricht

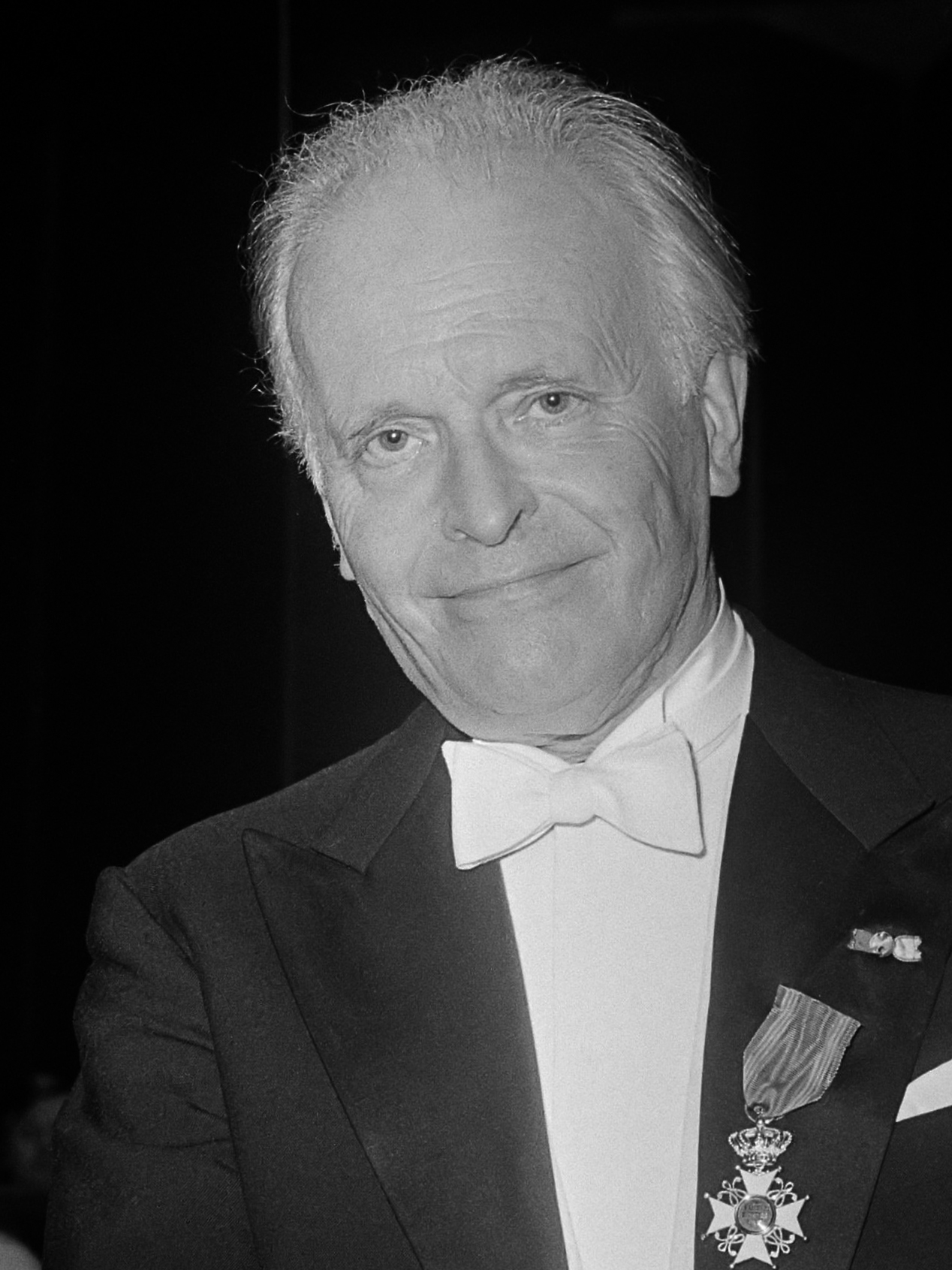
Willem van Otterloo (1973)

## Directores

### Directores titulares
- Henri Viotta (1904–1917)
- Peter van Anrooy (1917–1935)
- Frits Schuurman (1938–1949)
- Willem van Otterloo (1949–1973)
- Jean Martinon (1974–1976)
- Ferdinand Leitner (1976–1980)
- Hans Vonk (1980–1992)
- Evgeny Svetlanov (1993–2000)
- Jaap van Zweden (2000–2005)
- Neeme Järvi (2005–2012)
- Nicholas Collon (2018–2021)
- Anja Bihlmaier (2021–present)

### Director honorario

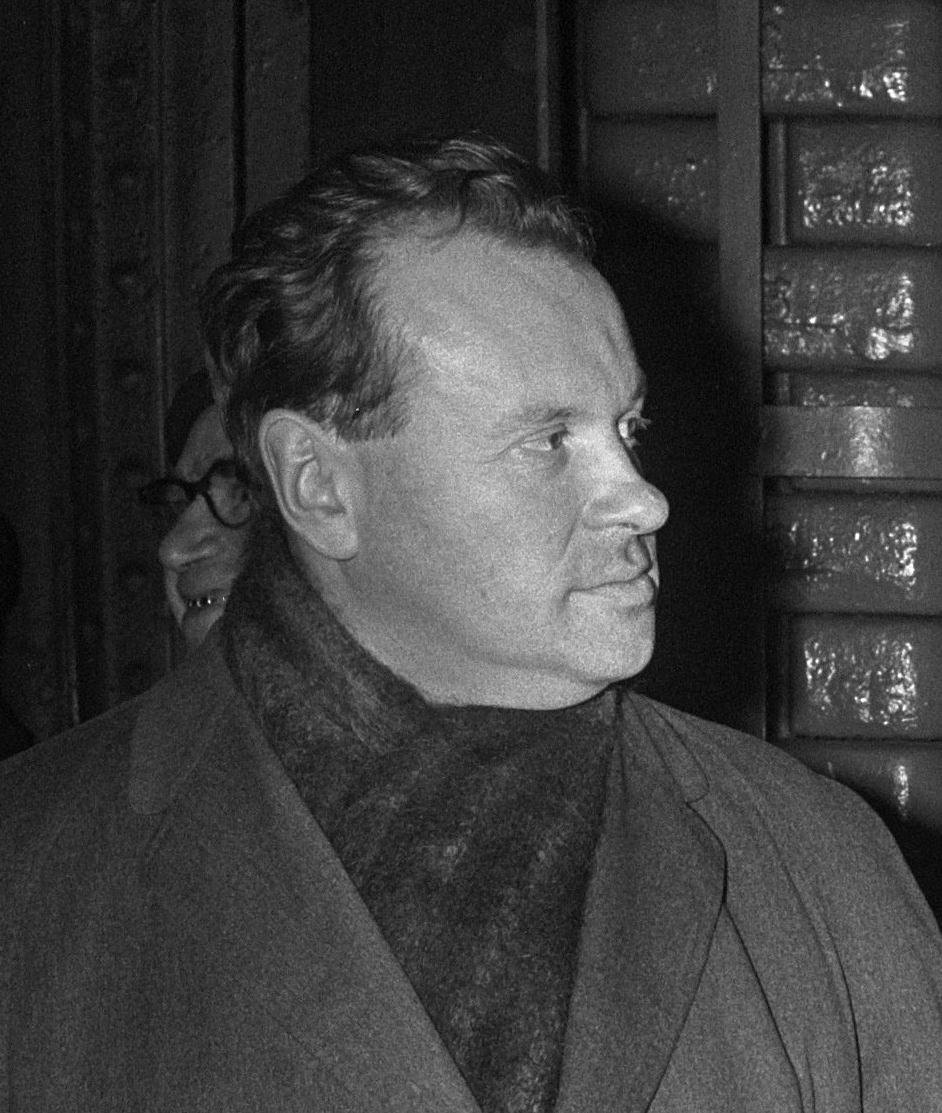
Yevgeny Svetlanov 1967

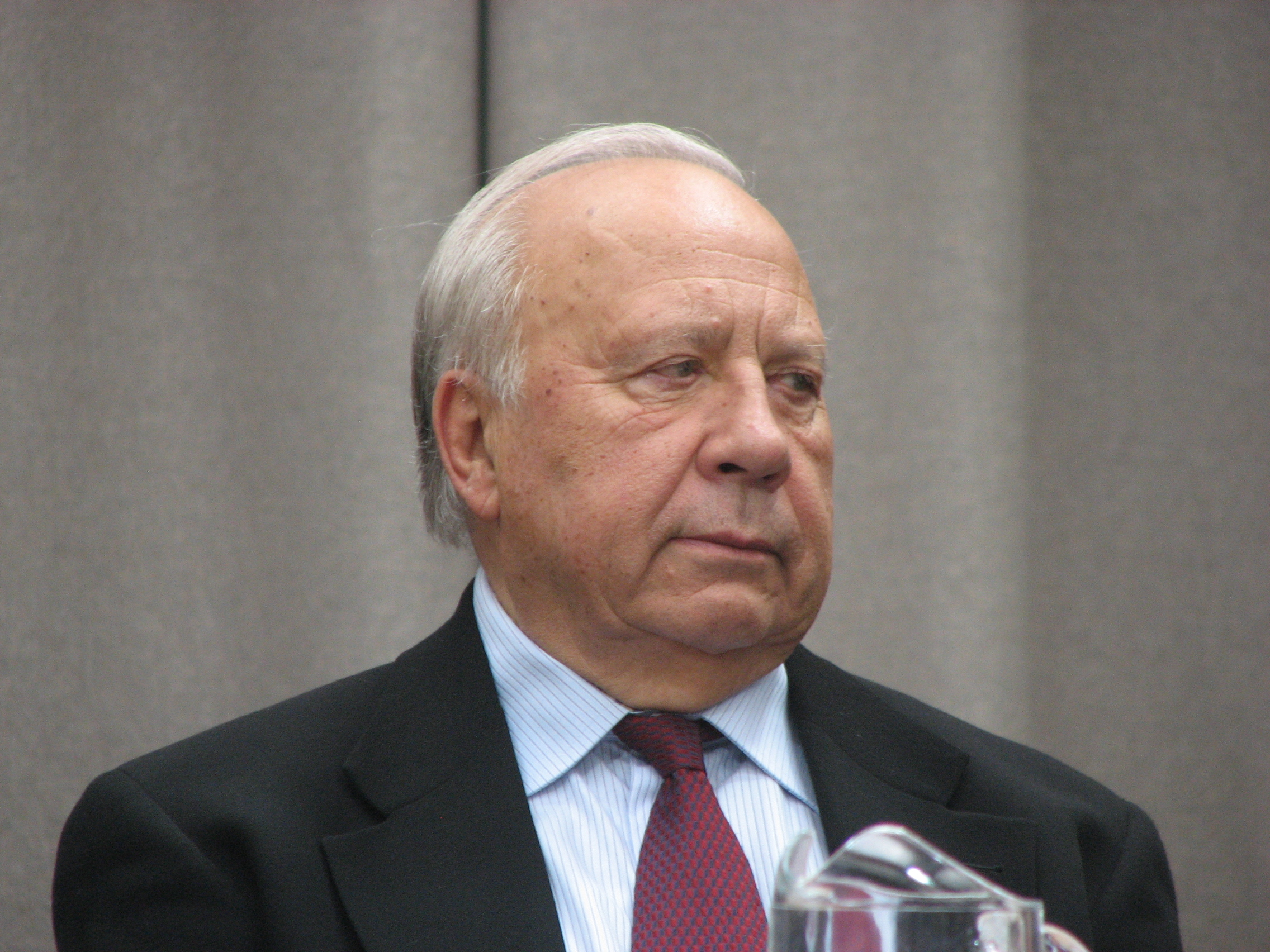
Järvi, Neeme.IMG 0241

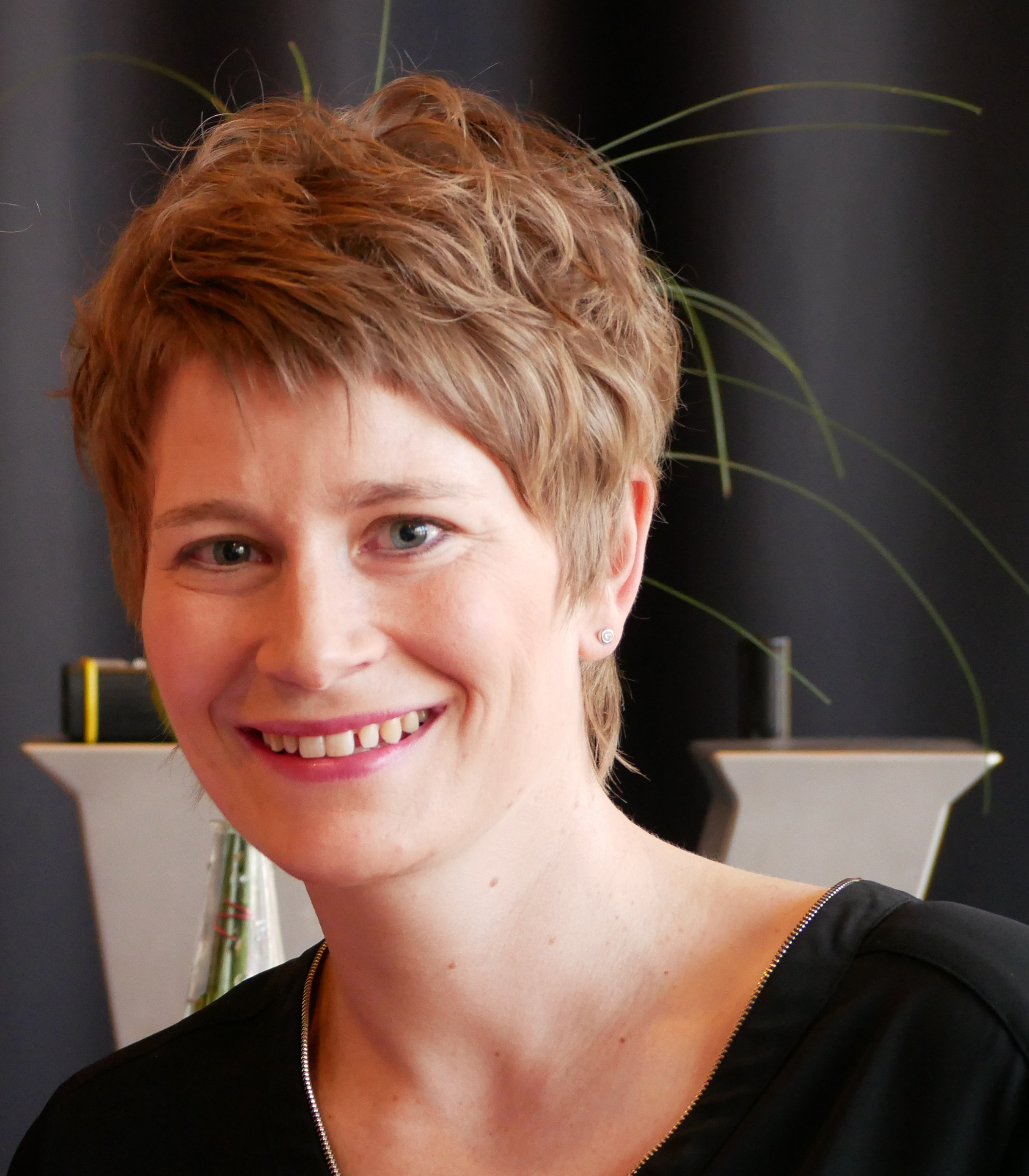
Anja Bihlmaier

- Jaap van Zweden (2005–present)

### Principales directores invitados
- Carl Schuricht (1930–1939)
- George Szell (1937–1939)
- Hiroyuki Iwaki (1969–1974)
- Alain Lombard (1979–1989)
- Günther Herbig (1990–1996)
- Oliver Knussen (1992–1996)
- George Pehlivanian (1996–1998)
- Richard Egarr (2013–present)
- Jan Willem de Vriend (2015–2019)
- Nicholas Collon (2016–2018)
- Jun Märkl (2021–present)